# Agalenocosa fimbriata
Agalenocosa fimbriata är en spindelart som beskrevs av Mello-Leitao 1944. Agalenocosa fimbriata ingår i släktet Agalenocosa och familjen vargspindlar. Inga underarter finns listade i Catalogue of Life.